# USS Earheart (APD-113)
USS Earheart (APD-113) là một tàu vận chuyển cao tốc lớp Crosley, nguyên được cải biến từ chiếc DE-603, một tàu hộ tống khu trục lớp Rudderow, và đã phục vụ cùng Hải quân Hoa Kỳ trong Chiến tranh Thế giới thứ hai. Nó là chiếc tàu chiến duy nhất của Hải quân Hoa Kỳ được đặt cái tên này, theo tên binh nhất Thủy quân Lục chiến James Edward Earheart Jr. (1913-1942), người từng phục vụ trong Chiến dịch Torch tại Bắc Phi, đã tử trận tại Oran, Algeria vào ngày 8 tháng 11, 1942 và được truy tặng Huân chương Ngôi sao Bạc. Nó đã phục vụ cho đến khi chiến tranh kết thúc, xuất biên chế năm 1946, rồi chuyển cho Mexico và tiếp tục phục vụ như là chiếc ARM Papaloapan (H04) cho đến khi bị mắc cạn năm 1976. Con tàu cuối cùng bị tháo dỡ tại chỗ.

## Thiết kế và chế tạo
Thiết kế của lớp Crosley dựa trên việc cải biến lớp tàu hộ tống khu trục Rudderow. Cấu trúc thượng tầng con tàu được mở rộng, đồng thời tháo dỡ bớt vũ khí trang bị để lấy chỗ bố trí nơi nghỉ cho 162 binh lính được vận chuyển cùng khoảng 40 tấn trang bị. Hệ thống động lực tương tự như với các lớp Buckley và Rudderow; là kiểu động cơ turbine-điện General Electric, cung cấp điện năng cho mô-tơ điện để dẫn động hai trục chân vịt.
Dàn vũ khí được giữ lại bao gồm một khẩu pháo 5 inch (130 mm)/38 cal bố trí một phía trước mũi; ba khẩu đội pháo phòng không Bofors 40 mm nòng đôi và sáu pháo phòng không Oerlikon 20 mm; vũ khí chống ngầm gồm hai đường ray Mk. 9 để thả mìn sâu. Thủy thủ đoàn đầy đủ bao gồm 15 sĩ quan và 168 thủy thủ; và con tàu được bố trí tiện nghi để vận chuyển 12 sĩ quan cùng 150 binh lính đổ bộ.
Earheart được đặt lườn như là chiếc DE-603 tại Xưởng tàu Bethlehem-Hingham ở Hingham, Massachusetts vào ngày 20 tháng 3, 1945. Nó được hạ thủy vào ngày 12 tháng 5, 1945, được đỡ đầu bởi bà James Earheart, mẹ của binh nhất Earheart. Đang khi được hoàn thiện, con tàu được xếp lại lớp như một tàu vận chuyển cao tốc vào ngày 17 tháng 7, 1945, mang ký hiệu lườn mới APD-113, và nhập biên chế cùng Hải quân Hoa Kỳ vào ngày 26 tháng 7, 1945 dưới quyền chỉ huy của Hạm trưởng, Thiếu tá Hải quân Nathaniel M. Goodhue.

## Lịch sử hoạt động

### USSEarheart
Đang khi Earheart tiến hành việc chạy thử máy huấn luyện tại khu vực vịnh Guantánamo, Cuba, Nhật Bản đã chấp nhận đầu hàng vào ngày 15 tháng 8, 1945 giúp chấm dứt vĩnh viễn cuộc xung đột. Nó đi đến Providence, Rhode Island để tham gia lễ hội nhân ngày Hải quân 27 tháng 10, 1945, rồi sau đó đi đến Green Cove Springs, Florida để chuẩn bị ngừng hoạt động.
Earheart được cho xuất biên chế tại Green Cove Springs, Florida vào ngày 29 tháng 4, 1946 và được đưa về Đội Florida tại sông St. Johns trực thuộc Hạm đội Dự bị Đại Tây Dương. Tên nó được cho rút khỏi danh sách Đăng bạ Hải quân vào ngày 12 tháng 12, 1963.

### ARMPapaloapan(H04/B04)
Earheart được chuyển giao cho chính phủ Mexico vào ngày 12 tháng 12, 1963 trong khuôn khổ Chương trình Viện trợ Quân sự. Nó phục vụ cùng Hải quân Mexico như là chiếc ARM Papaloapan (H04),  tên được đặt theo sông Papaloapan. Đến năm 1964 nó được xếp lại lớp như một tàu hộ tống khu trục và mang ký hiệu lườn B04. Nó bị tai nạn mắc cạn vào năm 1976 nên ngừng hoạt động và tháo dỡ vào năm đó.

## Phần thưởng
Nguồn: Navsource Naval History
|  |  |

| Huân chương Chiến dịch Hoa Kỳ | Huân chương Chiến thắng Thế Chiến II |